# Celestino Herrera Frimont
Celestino Herrera Frimont (* 11. März 1900 oder 1904 in Tantoyuca, Veracruz; † unbekannt) war ein mexikanischer Autor und Botschafter.

## Leben
Celestino Herrera Frimont machte sein Abitur an der Escuela Nacional Preparatoria. Er studierte Rechtswissenschaft. Er war Lehrer an der Escuela Preparatoria de Xalapa. Als Student schrieb er für die Zeitschrift Aurora. Seine Prosa erschien in den Zeitungen  El Dictamen de Veracruz und Le Nacional in Mexiko-Stadt und in Letras de México und Ruta. 1929 begann er eine Reihe von Erzählungen über die Revolution in  El Universal Ilustrado zu veröffentlichen, welche später als La linea de fuego in Buchform erschienen. 1930 erschien Narraciones revolucionarias und En las trincherras. 1934 erschien Narraciones revolucionarias.
In den 1950er und 1960er Jahren war er als Botschafter seines Landes tätig.

## Veröffentlichungen
- Huapango. Novelas cortas. Mexico. Ed. Stylo. 170 S.
- Los corridos de la revolución, Pachuca, Instituto Científico y Literario, 172 S., 1934. erschienen in El Mauser revista para communistas en
- Arqueología indoamericana, México, D.F.: Costa-Amic, 1980, 102 S.

| Vorgänger                                | Amt                                                                          | Nachfolger                          |
| ---------------------------------------- | ---------------------------------------------------------------------------- | ----------------------------------- |
| Vicente Luis Ignacio Benéitez y Clavarie | mexikanischer Botschafter in Guatemala 30. August 1949 bis 10. März 1950     | José Luis Ignacio Rodríguez Taboada |
| Joaquín Barrera Aceves                   | mexikanischer Botschafter in Brüssel 24. Dezember 1954 bis 6. September 1957 | Francisco del Río y Cañedo          |
| Anselmo Jorge Mena y Barbosa             | mexikanischer Botschafter in Prag 27. Februar 1958 bis 11. August 1959       | Francisco del Río y Cañedo          |
| Víctor Manuel Barceló Rodríguez          | mexikanischer Botschafter in Bogotá 10. März 1964 bis 9. April 1969          | Carlos Paz Cordero                  |
| Carlos M. Paz Cordero                    | mexikanischer Botschafter in Managua 9. April 1969 bis 1. April 1971         | Eusebio Antonio de Icaza González   |